# 撫養川
撫養川（むやがわ）は、徳島県鳴門市を流れる吉野川水系の一級河川である。

## 地理
旧吉野川の河口付近で北へ分流し、鳴門市街地を通り小鳴門海峡に合流する感潮河川。
文明橋より下流水面は撫養港の港湾区域となる。古代から四国の玄関口だった撫養港は、古くは新池川左岸の木津付近にあったが、時代が下って徳島藩政期には、撫養川右岸の林崎と河口右岸の小鳴門海峡に面する岡崎が撫養港の中心を成すようになり、吉野川筋の内陸河川航路と海上航路の接点として栄えた。明治中期以降は、撫養町の文明橋と徳島市の新町橋を結ぶ早船や巡航船の航路として利用された。
沿岸は本来は低湿地で、北半の多くは藩政期に塩田として開発され、撫養塩田の一部を形成していた。1950年（昭和25年）3月27日、昭和天皇の戦後巡幸の際には、文明橋桟橋からお召船で本斎田製塩工場を視察している。しかし、その後は製塩法の変化に伴い昭和40年代に塩田の多くは廃止された。その後、埋立が完成し市街地域に変容しつつある。南半の沿岸も埋め立てられ、工場や運動公園敷地となる一方、畑地となり夏はサツマイモ、冬はダイコンの主要地を形成している。
河川沿いには撫養川親水公園があり、ドイツの童話作家グリム兄弟の童話をモチーフにしたレリーフが並ぶ。毎年夏には撫養川沿いで徳島県下最大規模の花火大会「鳴門市納涼花火大会」が開催される。

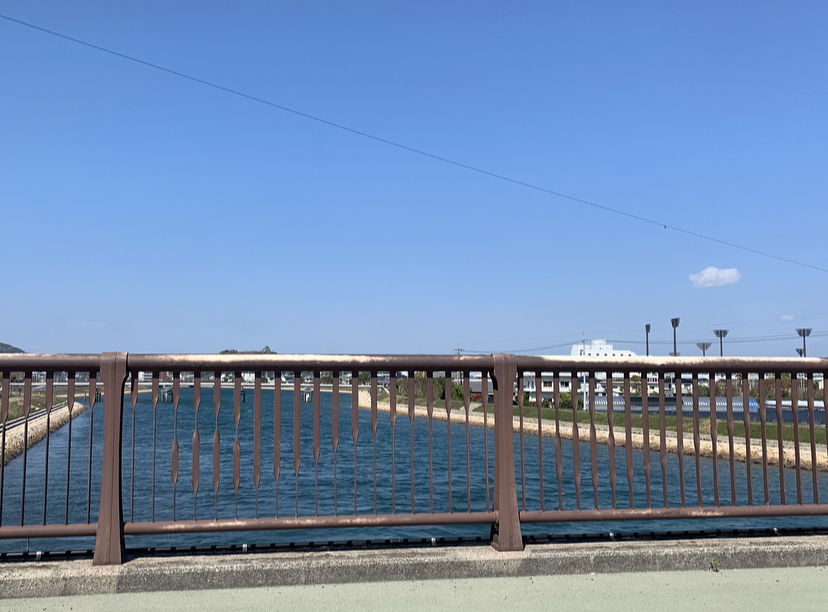
吉永橋から下流側を望む
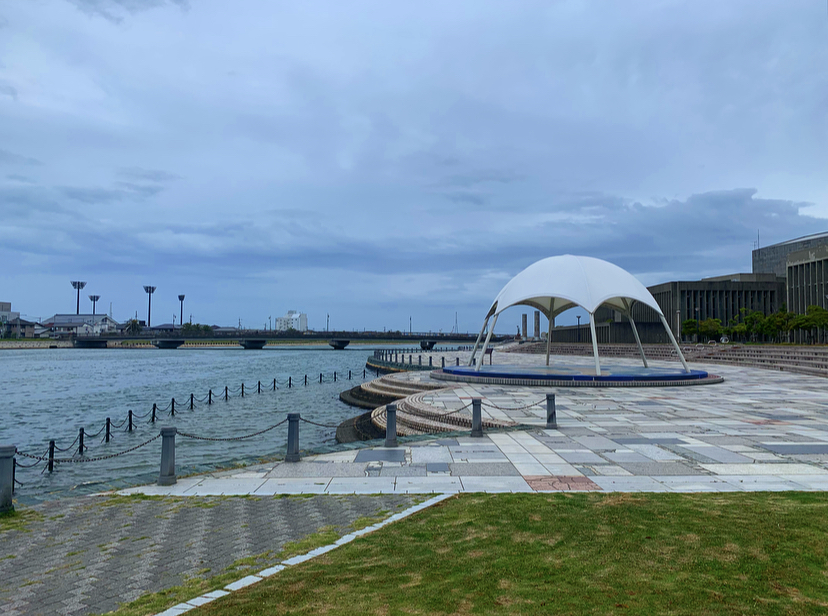
撫養川親水公園

## 支流
- 新池川

## 橋梁

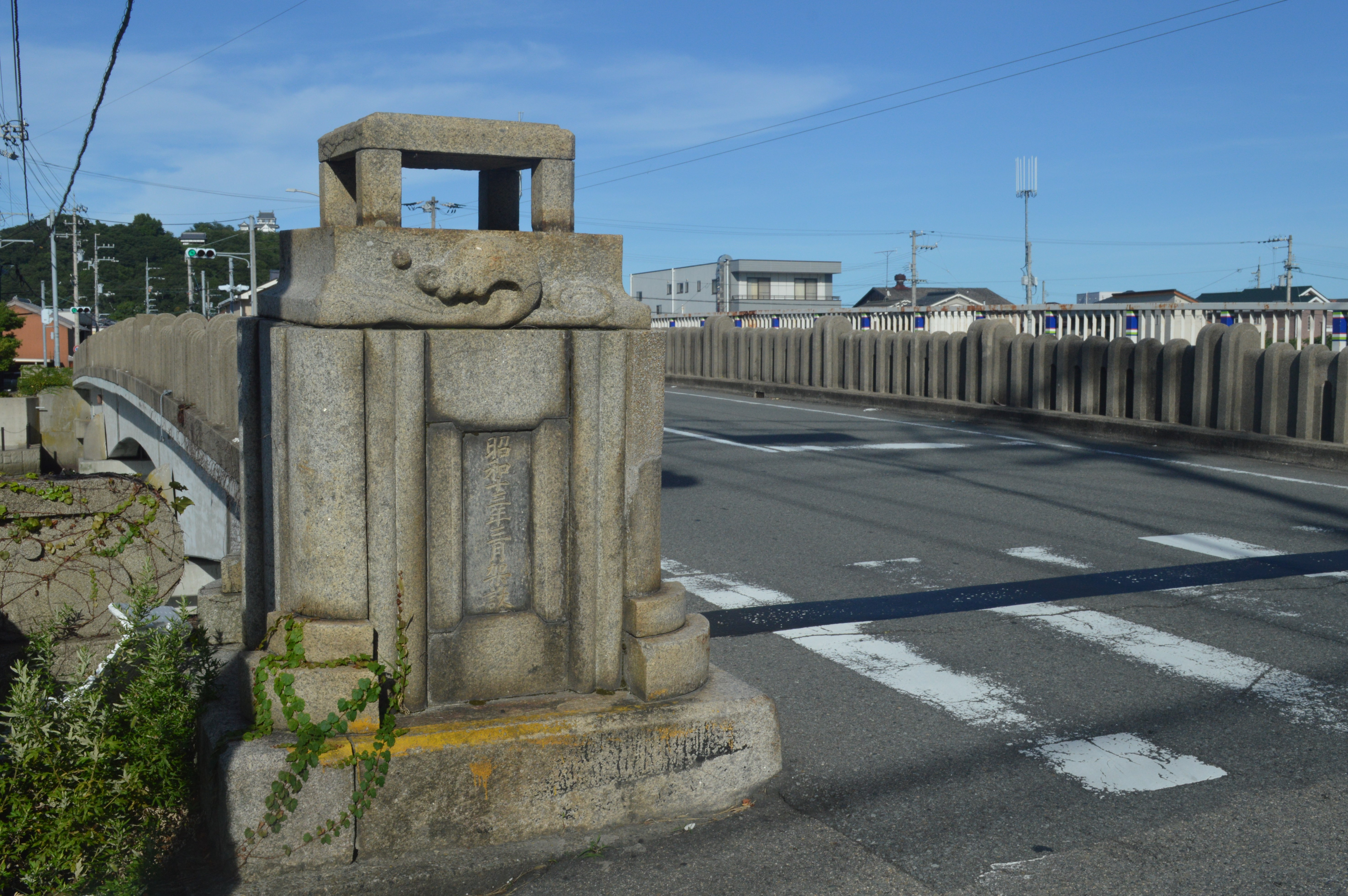
文明橋

- 大里橋（徳島県道185号粟津港線）
- 吉永橋（徳島県道184号粟津港撫養線）
- うずしお橋
- 城見橋
- 文明橋（旧撫養街道）
- 撫養川大橋

## 流域の主な施設
- 徳島県鳴門総合運動公園
- 鳴門市文化会館
- 撫養川親水公園